# Harriet Brooks

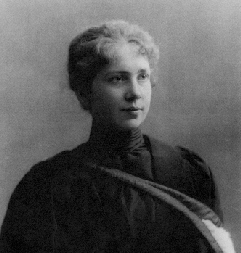
Harriet Brooks

Harriet Brooks (n. 2 iulie (după alte surse: 1 ianuarie) 1876 - d. 17 aprilie 1933) a fost o fiziciană canadiană, prima femeie din această țară specialistă în fizică nucleară.
Este cunoscută pentru cercetările sale în domeniul transmutațiilor și al radioactivității...

## Contribuții
Obține doctoratul în fizică sub îndrumarea lui Ernest Rutherford (care avea să o considere o adevărată succesoare a Mariei Curie, sub a cărei conducere a lucrat o perioadă).
De asemenea, mai ia doctoratul în matematică și în filozofie naturală.
Efectuează o serie de experiențe privin radioactivitatea toriului și obține rezultate care conduc la evoluția studiului nucleului atomic.
A fost printre primii cercetători care au studiat radonul și a încercat să determine masa atomică a acestuia.